# Herbert Broadley
Sir Herbert Broadley, KBE (* 23. November 1892 in Louth, Lincolnshire, England; † 2. Juni 1983) war ein britischer Ministerialbeamter, der unter anderem zwischen 1948 und 1958 stellvertretender Generaldirektor sowie von April bis November 1956 geschäftsführender Generaldirektor der Ernährungs- und Landwirtschaftsorganisation der Vereinten Nationen (FAO) war. Er fungierte zudem zwischen 1958 und 1968 als Vertreter des Kinderhilfswerkes der Vereinten Nationen (UNICEF) im Vereinigten Königreich.

## Leben
Herbert Broadley, Sohn von Stephenson S. Broadley und Clara Hollingsworth, trat nach dem Schulbesuch 1912 in den öffentlichen Dienst ein und war zunächst zwischen 1912 und 1920 Ministerialbeamter in der Militärabteilung des Ministeriums für Indien (India Office) tätig. Daneben begann er 1912 ein Studium am Birkbeck College der University of London, welches er 1915 beendete. 1920 wechselte er ins Handelsministerium (Board of Trade) und wurde 1921 Sekretär der Zollkonferenz des Britischen Weltreiches sowie Sekretär des Ausschusses für das deutsche Rückführungsgesetz, ehe er zwischen 1925 und 1926 Sekretär des Wirtschaftsausschusses des Britischen Weltreiches war. Er schied 1926 aus dem Staatsdienst aus und wurde Mitarbeiter der Crawford’s Advertising Agency, eine der bedeutendsten britischen Werbeagenturen der ersten Hälfte des 20. Jahrhunderts, und war zunächst von 1927 bis 1932 Geschäftsführender Direktor von deren Zweigstelle in Berlin sowie zwischen 1932 und 1939 verantwortlich für Vertrieb und Forschung in der Zentrale dieser Werbeagentur.
1939 kehrte Broadlay wieder in den Staatsdienst ein und wurde zunächst Assistierender Staatssekretär im Ernährungsministerium (Ministry of Food) sowie 1940 Erster Assistierender Staatssekretär. Während er von 1941 bis 1943 stellvertretender Staatssekretär  war, wurde er 1943 zum Commander des Order of the British Empire (CBE) ernannt. 1945 wurde er zum Zweiten Staatssekretär im Ernährungsministerium ernannt und fungierte 1947 sowie 1948 Leiter der britischen Delegationen auf den internationalen Weizenkonferenzen. Für seine Verdienste wurde er am 1. Januar 1947 als Knight Commander des Order of the British Empire (KBE) geadelt, so dass er fortan das Prädikat „Sir“ führte.
Als Nachfolger von William Nobel Clark übernahm er 1948 den Posten als stellvertretender Generaldirektor  Ernährungs- und Landwirtschaftsorganisation der Vereinten Nationen (FAO) und bekleidete diesen  zehn Jahre lang bis zu seiner Ablösung Friedrich Traugott Wahlen 1958. Nach dem vorzeitigen Ausscheiden von Philip Vincent Cardon übernahm er vom 12. April bis zum 26. November 1956 auch den Posten als geschäftsführender Generaldirektor der FAO, ehe im November 1956 Binay Ranjan Sen neuer Generaldirektor der FAO wurde. Nach Beendigung seiner Tätigkeit für die FAO fungierte er zwischen 1958 und 1968 noch als Vertreter des Kinderhilfswerkes der Vereinten Nationen (UNICEF) im Vereinigten Königreich und wurde 1961 auch Mitglied des Nationalkomitees der britischen „Freedom from Hunger Campaign“, die vergleichbar der deutschen Welthungerhilfe ist. 1963 wurde er zudem Honorary Fellow des Birkbeck College sowie Ehrenbürger (Honorary Freeman) des damaligen Municipal Borough of Louth in Lincolnshire. Er war seit dem 30. April 1927 mit Married Kathleen May Moore verheiratet.

## Veröffentlichung
- The People's Food, Mitautor Sir William Crawford, 1938